# Amblyraja taaf
Amblyraja taaf (лат.) — вид хрящевых рыб семейства ромбовых скатов отряда скатообразных. Обитают в антарктических водах Индийского океана. Встречаются на глубине до 600 м. Их крупные, уплощённые грудные плавники образуют диск в виде ромба со заострённым рылом. Максимальная зарегистрированная длина 90 см. Откладывают яйца. Не являются объектом промысла. 

## Таксономия
Впервые вид был научно описан в 1987 году как Raja taaf. Видовой эпитет происходит от аббревиатуры географического названия фр. Terres australes et antarctiques françaises.  Голотип представляет собой самца длиной 84,2 см, пойманного у подводной вершины Лена на глубине 375—390 м (44°25′ ю. ш. 53°01′ в. д.). Паратипы: самка длиной 77 см и самец длиной 76,5 см, пойманные там же на глубине 310—320 м. 

## Ареал
Эти батидемерсальные скаты обитают у островов Кергелен и Крозе. Встречаются на материковом склоне на глубине 150—600 м.

## Описание
Широкие и плоские грудные плавники этих скатов образуют ромбический диск с треугольным рылом и закруглёнными краями. На вентральной стороне диска расположены 5 жаберных щелей, ноздри и рот. На тонком хвосте имеются латеральные складки. У этих скатов 2 редуцированных спинных плавника и редуцированный хвостовой плавник.      
Максимальная зарегистрированная длина 90 см.

## Биология
Эти скаты откладывают яйца. Эмбрионы питаются исключительно желтком. Длина новорождённых около17 см. Самцы в целом крупнее самок. Рацион состоит из полихет, ракообразных и костистых рыб.  

## Взаимодействие с человеком
Эти скаты не являются объектом целевого лова. Они попадаются в качестве прилова при ярусном и траловом промысле патагонского клыкача. Данных для оценки Международным союзом охраны природы охранного статуса вида недостаточно.